# Baška (Kroatien)
Baška [ˈbaːʃka] (deutsch veraltet: Weschke, ital. Bescanuova) liegt auf der kroatischen  Insel Krk und gehört zur Gespanschaft Primorje-Gorski kotar.

## Geographie

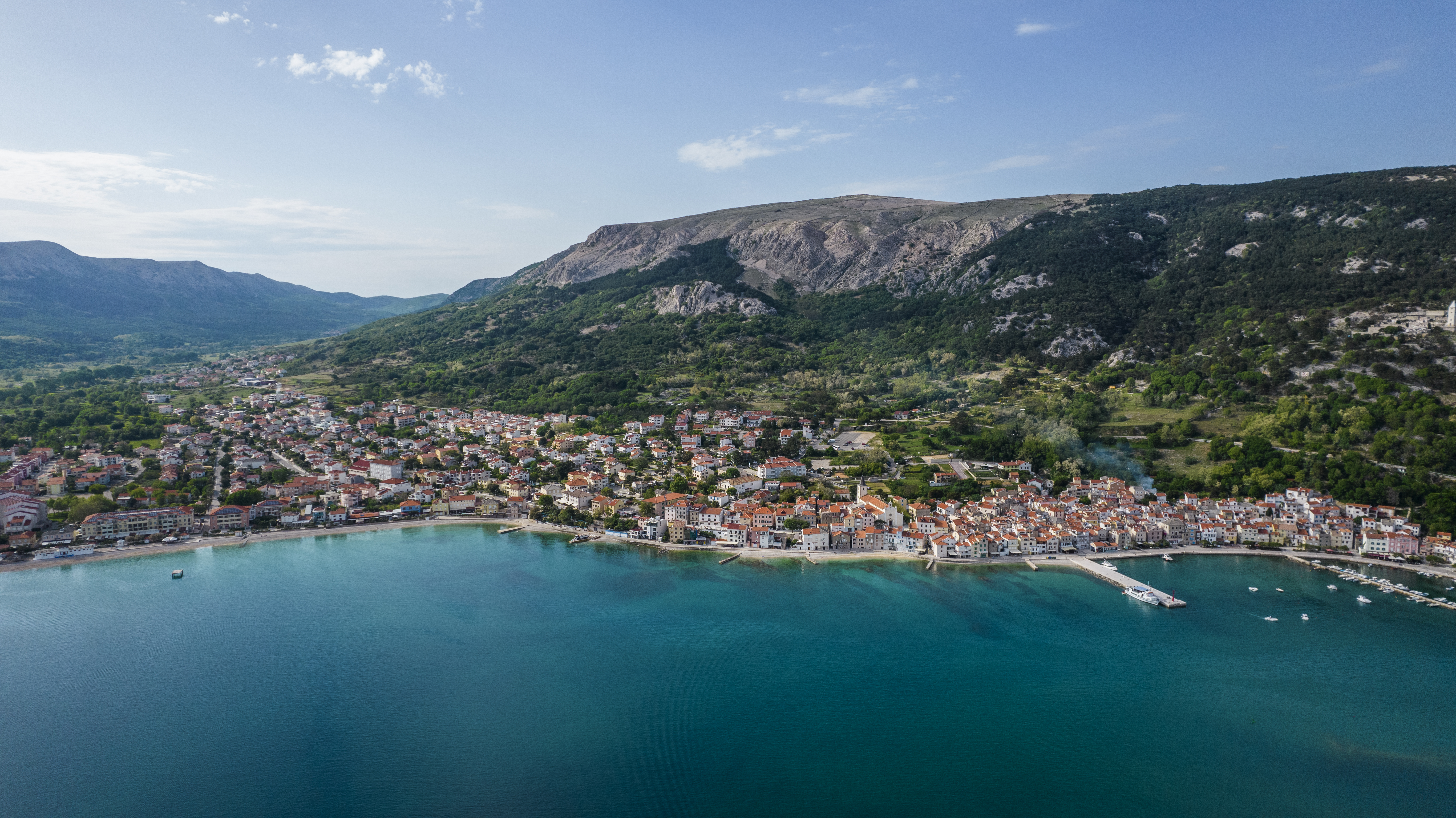
Blick auf Baška

### Lage
Baška ist mit 1673 Einwohnern (Volkszählung 2021) die zweitgrößte Gemeinde auf der Insel Krk in der Kvarner-Bucht. Der Ort liegt am südlichen Ende des Baška-Tals an der Mündung des Flusses Vela Rika, der am Hlam-Berg entspringt. Die Entfernung zum Festland (Krk-Brücke) beträgt rund 50 km. In der Vergangenheit diente der Hafen von Baška auch als Fährhafen (Fährverbindungen nach Lopar (Insel Rab) und nach Senj wurden angeboten – seit einigen Jahren ist dies aber nicht mehr der Fall). Haupteinnahmequelle ist der Tourismus. Schon 1906 wurde das erste Hotel gebaut, zwei Jahre später der erste Badestrand angelegt.
Baška verfügt über mehr als dreißig Kieselstrände. Der größte davon ist „Vela plaža“, ein 1800 m langer natürlicher Kieselstrand.

### Klima
Es herrscht ein typisch mediterranes Klima mit heißen, trockenen Sommern und milden, regenreichen Wintern. Die mittlere Jahrestemperatur von 15 °C ist auf die überdurchschnittlich langen und wolkenlosen Tage und die ausgleichende Wirkung des Meeres zurückzuführen. Im Sommer beträgt das Tagesmittel 24 °C (dabei wird zweimal um 21:00 Uhr gemessen), im Winter 6 °C. Die durchschnittliche Wassertemperatur liegt zwischen April und September bei 24 °C.
Die Jahreszeiten sind von drei Winden gekennzeichnet: Bora (Nordostwind, hauptsächlich im Winter), Jugo (Südwestwind im Frühjahr und Herbst) und Maestral (Nordwestwind im Sommer).

## Geschichte

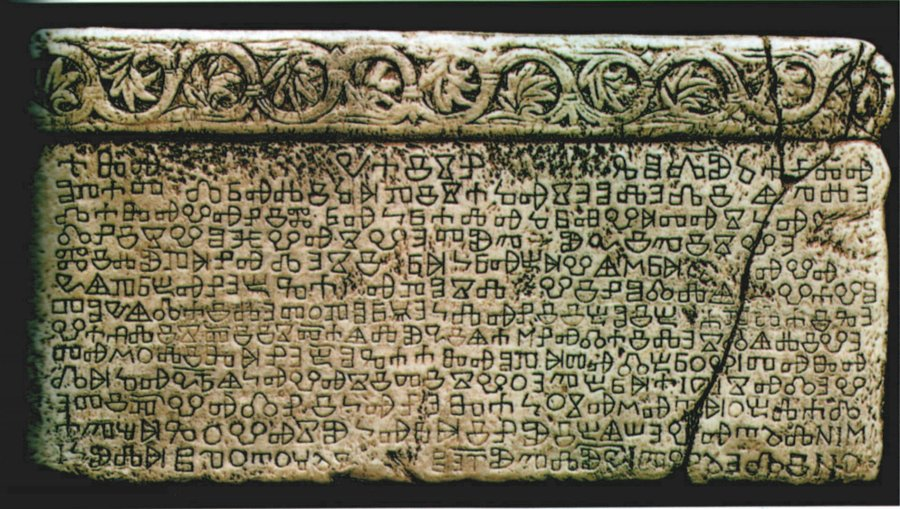
Tafel von Baška, gefunden auf der Insel Krk (Kroatien)

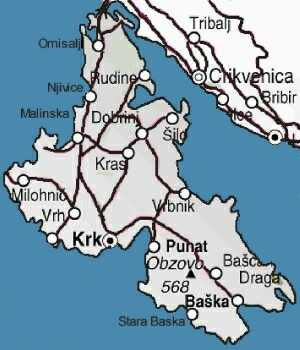
Übersichtsplan der Insel Krk, Baška im Süden

Die Ureinwohner von  Baška waren Illyrer vom Stamm der  Iapoden. Im zweiten Jahrhundert vor Christus gab es eine römische Siedlung nahe dem jetzigen Hafen. Bis zum 14. Jahrhundert war die Ortschaft unter dem Namen Kraj bekannt. Das durch ein Kastell geschützte Alt-Baška (Starigrad) befand sich ursprünglich auf dem Hügel des Hl. Johannes oberhalb der jetzigen Stadt, wo heute der Friedhof liegt. Diese Altsiedelung wurde 1380 von den Venezianern zerstört und nicht wieder aufgebaut. Anfang des 16. Jahrhunderts begann mit Errichtung des Michaelskirchleins (1514) der Aufbau des neuen Ortes am heutigen Uferplatz. Im Mittelalter war die Stadt zunächst unter der Herrschaft der  Fürsten Frankopan, danach unter der Herrschaft von Venedig. Bis zum Ende des Ersten Weltkrieges 1918 war Baška unter österreichischer Herrschaft.
Im Tal von Baška befinden sich weitere drei Dörfer: Bašćanska Draga, Batomalj mit der Wallfahrtskirche „Zu unsrer lieben Frau auf dem Berge“ sowie die historisch bedeutende Siedlung Jurandvor mit der  Tafel von Baška (Bašćanska ploča), eine Tafel mit den ältesten erhaltenen glagolitischen Schriftzeichen (um 1100) ausgegraben. Das Original wird von der Kroatischen Akademie der Wissenschaften und Künste in Zagreb aufbewahrt. Eine Kopie der Tafel kann in der Kirche Sv. Lucije besichtigt werden.

## Općina Baška
Zur Općina Baška gehören unter anderem die folgenden Orte:
- Draga Bašćanska
- Jurandvor
- Batomalj
- Baška

## Kirchen in Baška und Umgebung

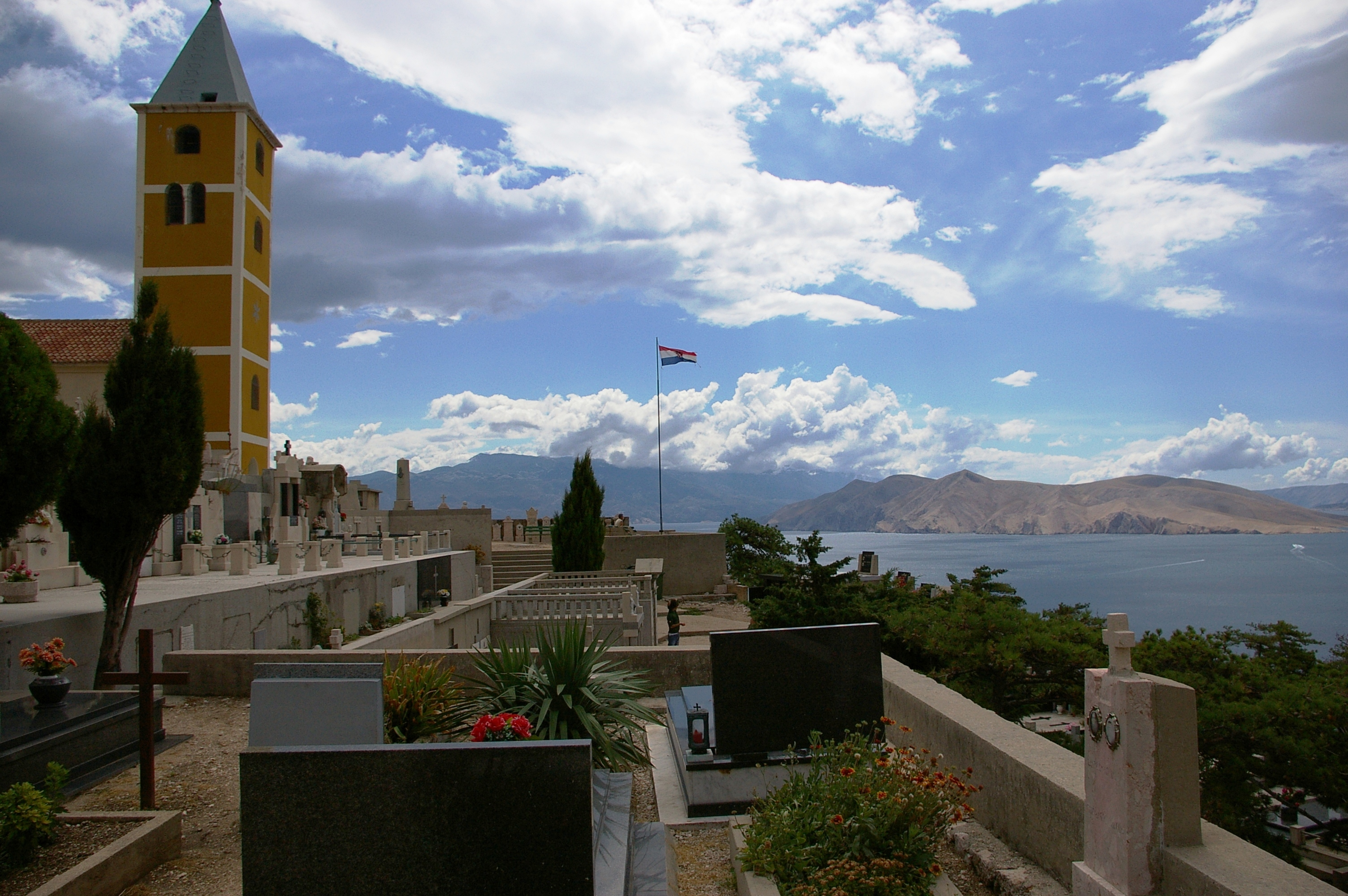
Friedhofskirche Sv. Ivan

Die Pfarrkirche Hl. Dreifaltigkeit (Sveti Trojice) ist die größte Kirche von Baška. Die dreischiffige Kirche wurde um 1722 im Barockstil errichtet. In der Kirche ist  ein Altarbild der Gottesmutter mit Heiligen, entstanden Ende des 15. Jahrhunderts durch Marco Marziale, das Bild Letztes Abendmahl von Palma d. J.,  sowie einige Holz- und Steinskulpturen aus dem 15. bis 18. Jahrhundert.

Die Friedhofskirche Hl. Johannes (Calva Sv. Ivana) ist ockerfarben. Im Glockenturm befindet sich die älteste Glocke dieses Gebietes aus dem Jahre 1431. Sie wird Die Alte genannt.

In der Umgebung von Baska befindet sich außerdem die Kapelle St. Lucia, in der die Tafel von Baška gefunden wurde

Ein lokales Heiligtum ist außerdem die Wallfahrtskirche „Heiligtum der Mutter Gottes auf dem Berge“ (Svetište Majke Božije Goričke) bei Batomalj, die im Jahr 2015 mehrere Jubiläen gefeiert hat.

Von Zakam aus hat man eine gute Übersicht sowohl auf den Ort als auch auf die Kvarner-Bucht.

## Feste

### Crna Ovca
Anfang Mai wird „das Schwarze Schaf“ gefeiert. Das Programm beinhaltet Sportveranstaltungen wie beispielsweise die Regatta Corinthia Cup in den Klassen Laser und Optimist, Wandern auf den umliegenden Wanderwegen von Baška sowie ein Fahrradrennen. Das Kulturprogramm beinhaltet Vorträge zum Thema Meer und Universum, Theatervorstellungen, Aufführungen von verschiedenen Klapas sowie Volkstanzgruppen. In der Gastronomie dreht sich alles um das Schaf und wird auf verschiedene traditionelle Arten zubereitet. Im Ort führen Schäfer das Scheren der Schafe vor.

### Fischerfest
Seit 1910 wird jedes Jahr am zweiten Sonntag im August das Fischerfest von Baška (Ribarski dan) gefeiert. Höhepunkt ist ein Wettrennen im Ziehen von Fischernetzen an den Strand.

### VolkskunstfestivalZasopimo, zatancajmo
Die Kulturgesellschaft ŠOTO aus Baška organisiert traditionell jedes Jahr im September ein Festival der Volkskunst und der Klapas unter dem Namen Zasopimo, zatancajmo. Am Festival nehmen zahlreiche Volkskunstgruppen der Insel Krk, aber auch der ganzen Gespanschaft und des ganzen Landes teil. Der Sinn dieses Festivals ist die Erhaltung und Pflege des Kulturerbes der Gemeinde Baška.

## Persönlichkeiten
Zu den bekanntesten Bürgern Baškas zählen zwei Personen, die nicht in Baška geboren sind. Eine Bronzebüste erinnert an Emil Geistlich, den Touristikvater Baškas, ehemals Direktor der Druckerei Narodna Politika in Prag. 1913 wurde er Herausgeber der Zeitschrift Baška. Nach ihm ist auch die Hauptstraße benannt.
Im Heimatmuseum (Zavičajni muzej) an der Kirchenterrasse erinnert das Tschermakova-Gedenkzimmer an die tschechische Ärztin, die von 1910 bis 1960 als Gemeindedoktor und Förderer des Fremdenverkehrs tätig war.

## Galerie

Panoramablick über Baška vom Friedhof

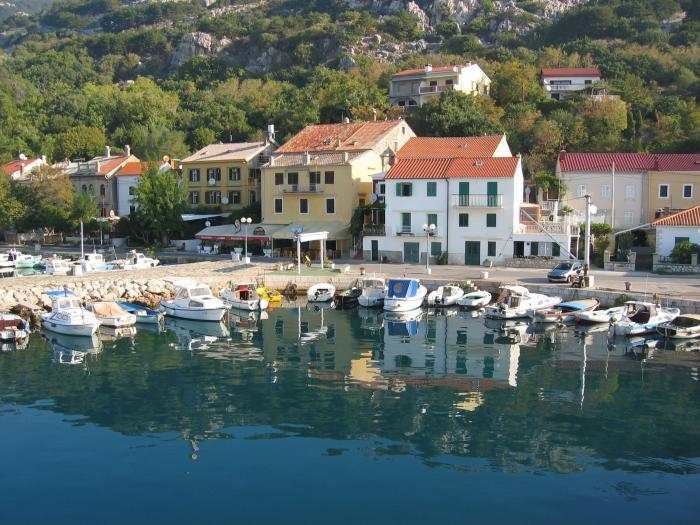
Hafen von Baška
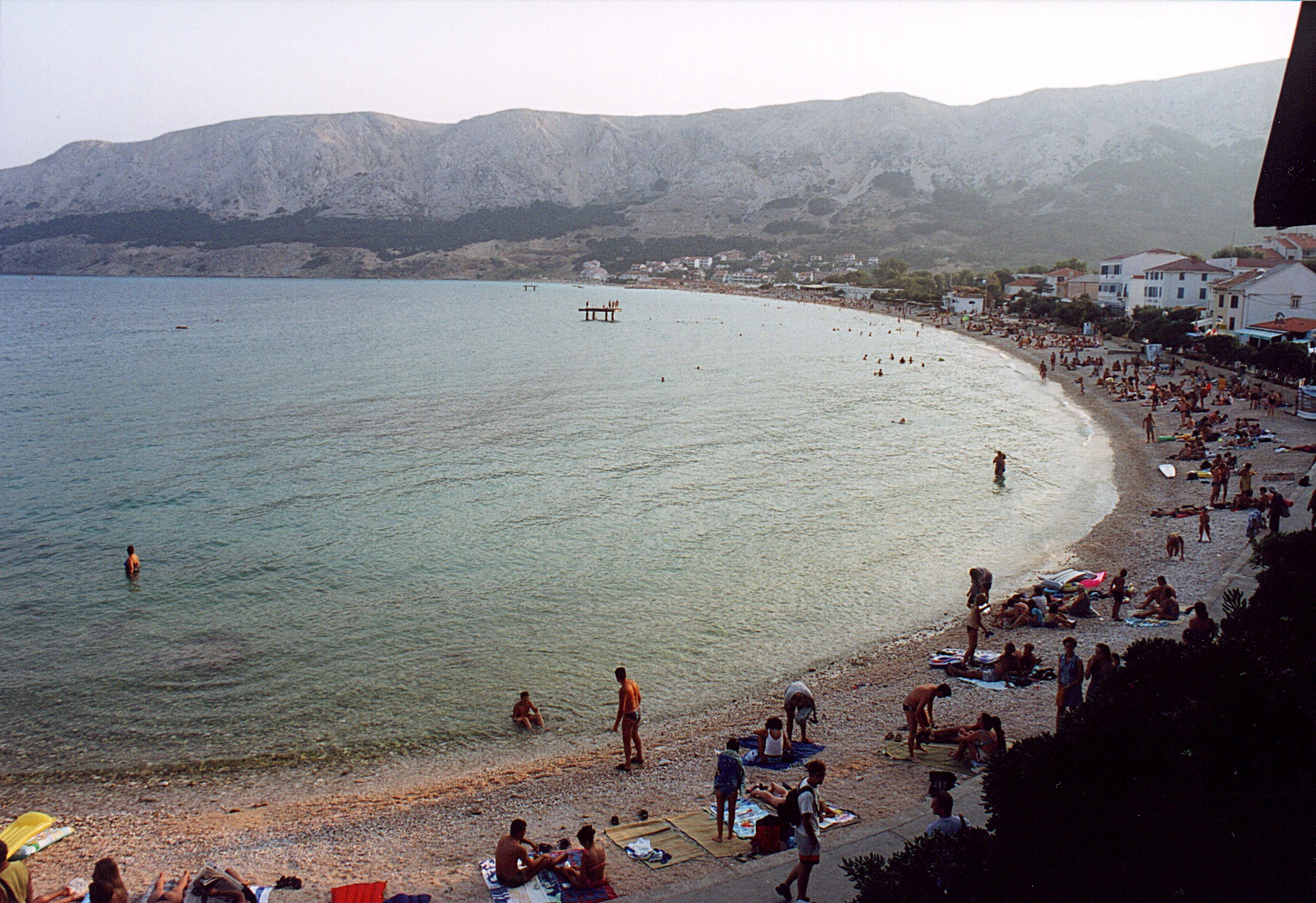
Die Bucht von Baška
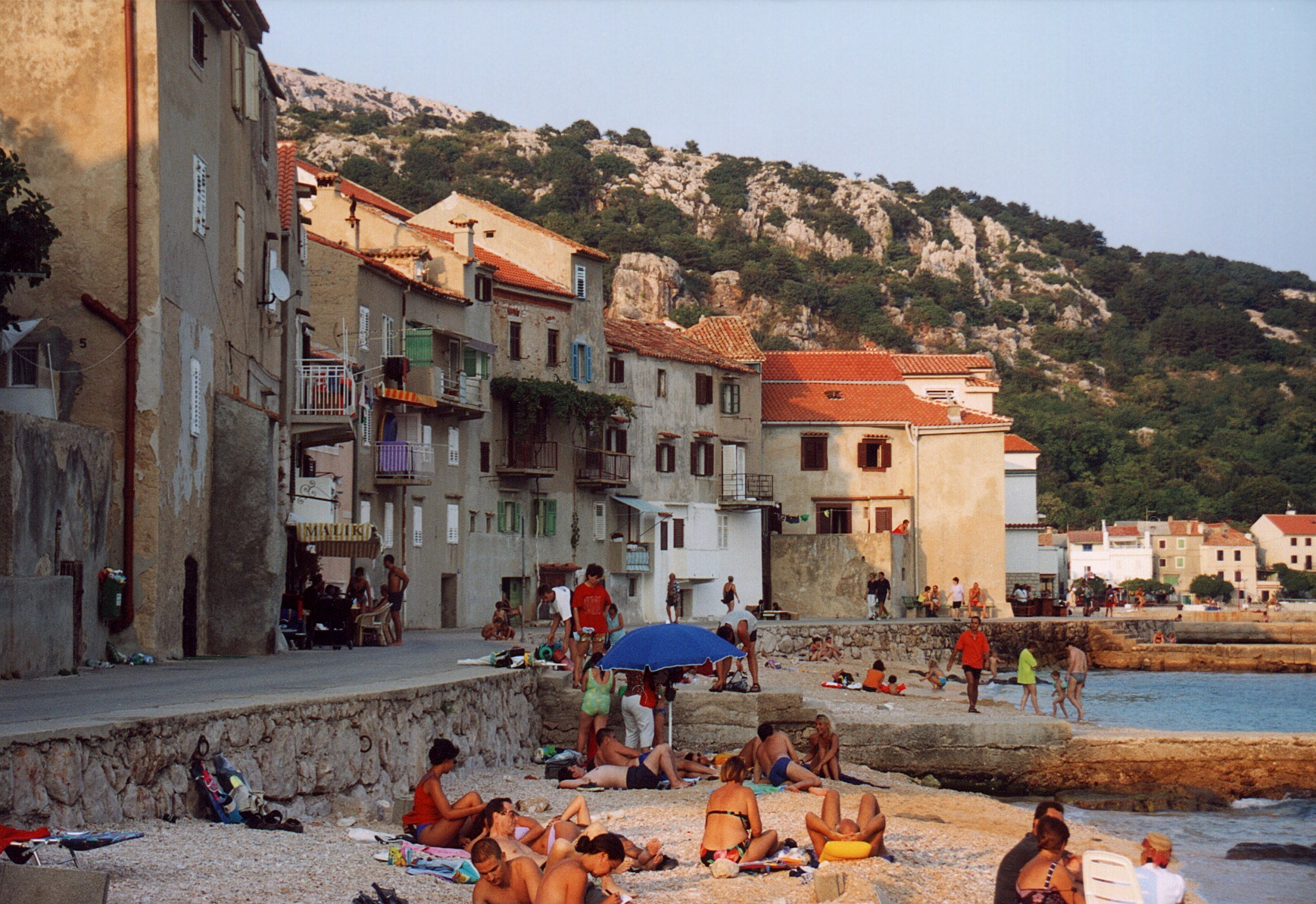
Häuser am Strand von Baška
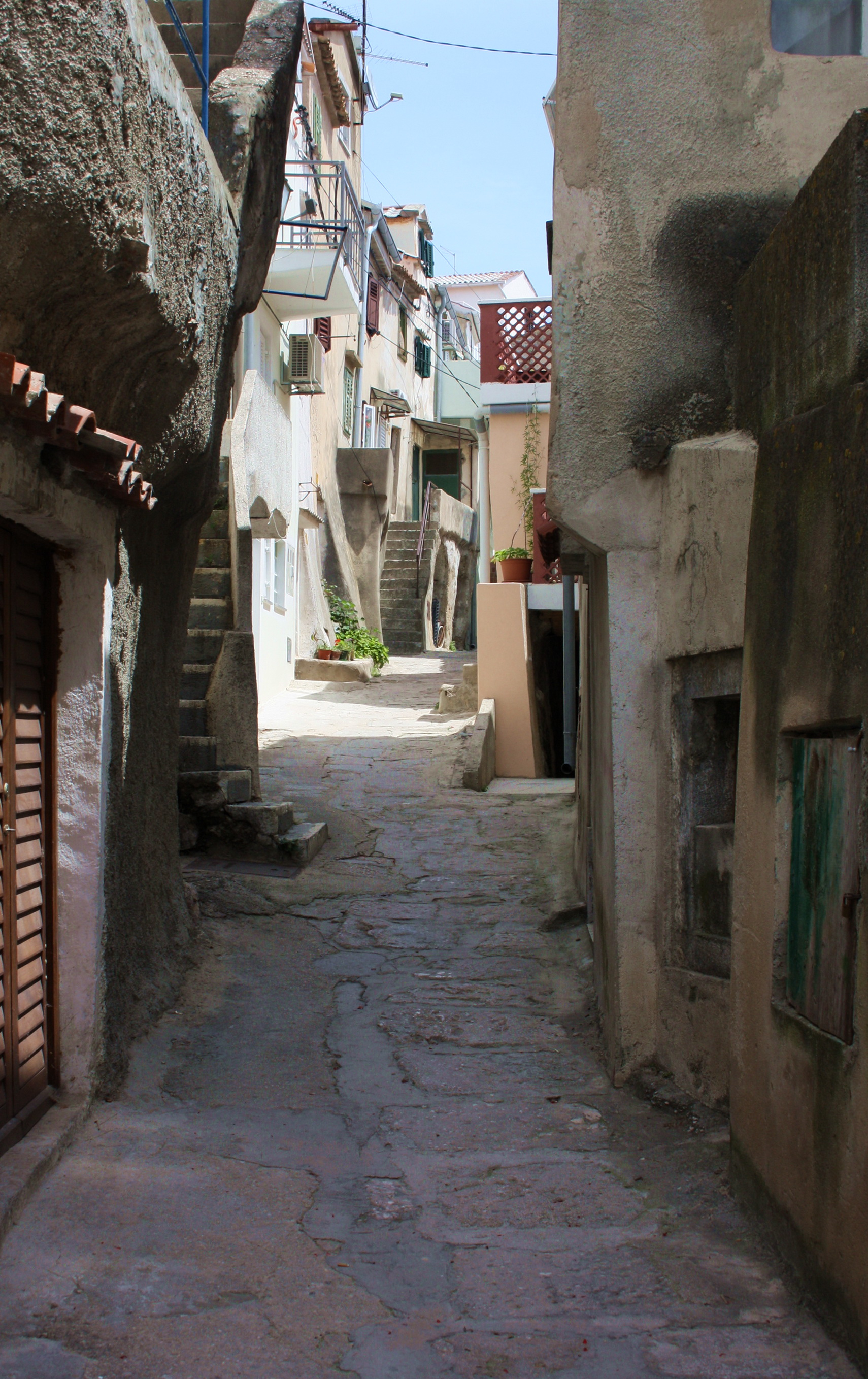
Enge Gasse im Zentrum der Ortschaft Baška